# سوزان دوسيت
سوزان دوسيت (بالألمانية: Suzanne Doucet)‏ هي منتجة أسطوانات ومغنية وملحنة ألمانية، ولدت في 27 أغسطس 1944 في توبينغن في ألمانيا.

## وصلات خارجية
- الموقع الرسمي
- سوزان دوسيت على موقع IMDb (الإنجليزية)
- سوزان دوسيت على موقع ميوزك برينز (الإنجليزية)
- سوزان دوسيت على موقع أول ميوزيك (الإنجليزية)
- سوزان دوسيت على موقع ديسكوغز (الإنجليزية)
- سوزان دوسيت على موقع كينوبويسك (الروسية)